# アトムフロート
連邦国営単一企業アトムフロート(ロシア語 ФГУП «Атомфлот»、英語 FSUE Atomflot)はロシアの企業である。世界で唯一の原子力砕氷船を運用する企業であり、ロスアトムの子会社である。本社はムルマンスク。
原子力砕氷船やその他の特殊船舶に技術サポートや保守を提供する企業として設立され、2008年にロシア大統領令によりロスアトムの傘下に入り、2008年8月28日に原子力砕氷船の運用が移管された。従業員は約2000人。
原子力砕氷船に加え、液体放射性廃棄物輸送船等も保有し、また博物館船レーニンも保有している。